# Eduardo Maria Taussig
Eduardo Maria Taussig (ur. 4 lipca 1954 w Buenos Aires) – argentyński duchowny katolicki, biskup San Rafael w latach 2004–2022.

## Życiorys

### Prezbiterat
Święcenia kapłańskie otrzymał 3 grudnia 1982 i został inkardynowany do archidiecezji Buenos Aires. Po święceniach odbywał studia doktoranckie w rodzinnym mieście (doktorat z filozofii) oraz w Rzymie (doktorat z teologii). Był m.in. wykładowcą na Papieskim Uniwersytecie Katolickim Argentyny, a także dyrektorem wydziału kurii ds. duszpasterstwa akademickiego.

### Episkopat
21 lipca 2004 papież Jan Paweł II mianował go biskupem diecezji San Rafael. Sakry biskupiej udzielił mu 25 września 2004 ówczesny arcybiskup Buenos Aires Jorge Bergoglio. 5 lutego 2022 papież przyjął jego rezygnację z pełnionego urzędu. 